# 208년

## 연호
- 후한(後漢) 건안(建安) 13년

## 기년
- 후한(後漢) 헌제(獻帝) 20년
- 신라(新羅) 내해 이사금(奈解泥師今) 13년
- 고구려(高句麗) 산상왕(山上王) 12년
- 백제(百濟) 초고왕(肖古王) 43년

## 사건
- 적벽 대전 - 유비,손권 연합군 조조군 대파
- 음력 2월, 신라, 내해 이사금이 군읍(郡邑)을 순행하고 열흘만에 되돌아왔다.
- 음력 4월, 왜인이 신라의 경계를 침범하니, 이벌찬 이음을 보냈다. 이음이 병사를 이끌고 이를 막았다.

## 탄생
- 10월 1일 - 로마 제국 24대 황제 세베루스 알렉산더
- 조위의 권신 사마사

## 사망
• 후한의 정치가 공융
• 조조의 아들 조충
• 형주 자사 유표
• 가공인물 형도영

## 참고 문헌
- 김부식 (1145), 《삼국사기》 〈권2〉 내해 이사금 조(條)